# PLEN
PLEN（プレン）とは、2006年に株式会社システクアカザワが開発した小型の二足歩行ロボットである。

## 概要
身長23 cm。質量700 g（バッテリー含む）。サーボモータは18個使用している。200体製造された後に開発した会社が自己破産した為に増産される予定は無いと思われたが、2015年3月6日よりクラウドファンディングで資金を募集し、約1200万円弱の資金を受けてプロジェクトが再開された。

## 特徴
無線操作
PCやスマートフォンから専用アプリを使いBluetooth経由で操作できる。
優れた運動性能
二足歩行のほか、ローラースケートやスケートボードで滑ることができる。
オープンハードウェア
PLEN2は主要パーツの3DデータがGitHubで公開されており、3Dプリンタで出力できる。
ユーザーコミュニティサイトの存在
コミュニティサイトとして「PLEN Playground」が運営されており、各種データがダウンロードできる他にもギャラリーやフォーラム、WikiやMotion Editorなどが用意されている。

## ラインナップ
- PLEN2

身長約20cm、重さ約450g、18個のサーボを使用。制御ボードはArduino互換。「誰でも作れる・使える」をコンセプトに開発されており、オープンなハードウェア／ソフトウェアで構成されている。
- PLEN.D

初代PLENの復刻版。PLEN2のスタートを記念して発売された。

## 基本仕様
- CPU：Atmel ATmega32U4
- クロック周波数：16MHz
- 自由度：18
- 通信ポート：USB
- 無線装置：Bluetooth SMART
- 稼働時間：約25分